# Тяньцзиньский договор (1885)
Тяньцзиньский договор (кит. трад. 中日天津會議專條, упр. 中日天津会议专条, пиньинь Zhōng rì tiānjīn huìyì zhuān tiáo; яп. 天津条约 Тэнсин Дзёяку) также известный как «Соглашение Ли-Ито» — это договор между Японской империей и империей Цин, подписанный после продолжительных переговоров 18 апреля 1885 года в городе Тяньцзинь Ли Хунчжаном (с китайской стороны) и Ито Хиробуми (с японской стороны). Вслед за подавлением переворота года Обезьяны в Корее в декабре 1884 года, напряжённость между Китаем и Японией по поводу внешнего влияния на Корейском полуострове возросла до предела.

## Предпосылки

### Восстание в Сеуле
После заключения мирного договора на Канхвадо в 1876 году, Япония усилила попытки установить своё господство в Корее. Летом 1882 года в корейской столице вспыхнуло восстание солдат столичных правительственных войск старого образца, которым задолжали жалованье рисом за 13 месяцев. Солдатское восстание охватило весь Сеул. К нему присоединились и горожане. Восстание было через 3 дня подавлено расквартированным в Сеуле китайским гарнизоном, в ходе восстания здание японской дипломатической миссии было сожжено и свыше 40 японцев — убито.
С одной стороны, японцы, желая получить компенсацию за причиненный ущерб, начали снаряжать военную экспедицию в Корею. С другой — и это сыграло решающую роль — на арену событий вышел Китай. Китай, воспользовавшись тем, что часть китайских войск так и осталась рассквартированной в Корее, а также имея в виду новую прокитайскую ориентацию королевского двора, вынудил Корею в сентябре 1882 г. подписать неравноправный торговый договор, во многом напоминавший корейско-японский и корейско-американский договоры, который в официальных прокламациях именовался «правилами о торговле».

#### «Правила о торговле»
Согласно этому договору китайские подданные, совершившие преступление на территории Кореи, должны были судиться китайскими коммерческими агентами, в то время как корейцы, совершившие преступление в Китае, — в соответствии с китайскими законами (ст. 2). Договор предоставлял многочисленные привилегии китайским торговцам на территории Кореи. Кроме того, Китай стал активнее контролировать внутреннюю ситуацию в Корее: для создания в Корее армии нового образца были присланы китайские военные инструкторы. Таким образом, начиная с 1882 года не только Япония, но и Китай стал выступать в роли державы, имеющей новые интересы в Корее, связанные с развитием товарно-денежных отношений.

#### Договор в Инчхоне
Японское правительство направило в Инчхон десант — в конце августа 1882 года к Инчхону подошла японская эскадра в составе четырёх военных и трех транспортных кораблей. Японский посланник Ханабуса Ёситада получил приказ добиться от корейского правительства компенсации за ущерб, понесенный японской стороной во время мятежа военных, а также потребовать передачи Японии восточного (значительно удаленного от корейских берегов) острова Уллындо и южного острова Коджедо.
В итоге 30 августа 1882 года в селении Чемульпхо, определенном как место компактного проживания иностранцев, ведущих свои дела в порту Инчхон, был подписан второй корейско-японский договор. Согласно договору, Корея обязалась выплатить Японии в качестве компенсации 500 тысяч иен, разрешить Японии держать войска в своей корейской дипломатической миссии для её охраны, расширить границы свободного передвижения японских подданных по территории Кореи.

### Переворот 4 декабря
4 декабря 1884 года корейские реформаторы во главе с Ким Оккюном совершили в Сеуле государственный переворот. Несмотря на то что в Японии с сочувствием относились к корейской партии реформ, прокитайская ориентация большинства королевского двора не давала возможности предоставить заем с надеждой на его возвращение. Воодушевлённые успехом японской модернизации, и используя японскую поддержку, корейские реформаторы устроили переворот с целью инициировать аналогичные реформы в Корее. Через 2 дня китайские войска свергли реформаторов и изгнали из Сеула помогавшим восставшим японцев.
После разгрома партии реформ в Корее осталось 3-тысячное китайское войско под командованием генерала Юань Шикая (1859—1916). В начале 1885 года в Корее также были расквартированы два батальона японских войск для обеспечения безопасности японских граждан в Корее. События поставили Японию и Китай на грань вооружённого конфликта. В этой обстановке и был подписан договор в Тяньцзине.
После неудачной попытки осуществить в Корее государственный переворот японское правительство решило прибегнуть к дипломатическим средствам для утверждения своего господства над Кореей. Цинский Китай, чьи войска ещё находились на Корейском полуострове, также попытался сохранить и усилить своё влияние над Кореей путём дипломатии, поэтому обе стороны попытались урегулировать свои противоречия за столом переговоров.

## Подписание договора
Два крупных японских дипломата — Иноуэ и Ито, были направлены — первый в Сеул и второй в Тяньцзинь, чтобы предъявить японские претензии к Корее и одновременно «урегулировать» корейский вопрос с Китаем. Переговоры, которые Ито вёл в Тяньцзине с Ли Хунчжаном, и привели к заключению японо-китайского договора.
Согласно договору:
- Обе стороны договаривались вывести свои войска из Кореи в течение четырёх месяцев после подписания конвенции. Соглашение обязывало обе стороны воздерживаться от вмешательства во внутренние дела Кореи.
- Корейскому правителю Коджону рекомендовано было создать собственную армию, причём необходимо было нанять инструкторов из третьей страны для обучения армии.
- Обе стороны договаривались не посылать войска в Корею без предварительного уведомления друг друга. Сторона, имеющая намерение ввести в Корею войска для подавления беспорядков, должна была предварительно известить другую сторону об этом, причём после выполнения своих задач войска подлежали немедленной эвакуации.

Таким образом, стараниями Ито вопрос о китайском сюзеренитете над Кореей был в тексте конвенции был тщательно обойдён, и преимущества Китая в Корее были фактически сведены на нет.

## Последствия
Договор прекращал вассальную зависимость (садэ кёрин) Кореи от Китая. По сути, договор превратил Корею в совместный протекторат Японии и Цинского Китая. Таким образом, Япония, добившаяся «равноправия» с Китаем в подчинении Кореи, сделала шаг к аннексии последней. Несмотря на продолжительные переговоры, договор не являлся сдерживающим фактором для обеих сторон. Его нарушение китайской стороной привело к новой вехе в японо-китайской конфронтации за обладание Кореей — японо-китайской войне 1894—1895 годов.
В 1894 году, в связи с происходившим в Корее антиправительственным восстанием Тонхак Китай, по просьбе корейского правительства ввёл свои войска в Корею. Япония под предлогом нарушения Китаем конвенции оккупировала ряд корейских портов и окрестностей столицы. Но и после того, как восстание в основном было подавлено, Япония не вывела своих войск, заявила о непризнании китайского сюзеренитета над Кореей, навязала ей договор о союзе. В ночь на 23 июля японскими войсками в Сеуле был организован правительственный переворот. Новое правительство 27 июля обратилось к Японии с «просьбой» об изгнании китайских войск из Кореи. 26 августа Япония заставила Корею подписать договор о военном союзе, согласно которому Корея «доверяла» Японии изгнание китайских войск со своей территории.